# Kanton Pont-de-Chéruy
Der Kanton Pont-de-Chéruy war von 1968 bis 2015 ein französischer Wahlkreis im Arrondissement Vienne, im Département Isère und in der Region Rhône-Alpes. Hauptort war Pont-de-Chéruy.

## Gemeinden
Der Kanton umfasste die Wahlberechtigten aus sechs Gemeinden:
| Gemeinde            | Einwohner Jahr | Fläche km² | Bevölkerungsdichte | Code INSEE | Postleitzahl |
| ------------------- | -------------- | ---------- | ------------------ | ---------- | ------------ |
| Anthon              | 1041 (2013)    | 8,82       | 118 Einw./km²      | 38011      | 38280        |
| Charvieu-Chavagneux | 8544 (2013)    | 8,65       | 988 Einw./km²      | 38085      | 38230        |
| Chavanoz            | 4405 (2013)    | 8,24       | 535 Einw./km²      | 38097      | 38230        |
| Janneyrias          | 1614 (2013)    | 10,52      | 153 Einw./km²      | 38197      | 38280        |
| Pont-de-Chéruy      | 5326 (2013)    | 2,51       | 2122 Einw./km²     | 38316      | 38230        |
| Villette-d’Anthon   | 4637 (2013)    | 22,8       | 203 Einw./km²      | 38557      | 38280        |